# Сарреаус
Сарреаус (гал. Sarreaus, ісп. Sarreaus) — муніципалітет в Іспанії, у складі автономної спільноти Галісія, у провінції Оренсе. Населення — 1587 осіб (2009).
Муніципалітет розташований на відстані близько 380 км на північний захід від Мадрида, 35 км на південний схід від Оренсе.
Муніципалітет складається з таких паррокій: Бресмаус, Кодоседо, Кортегада, Фрейшо, Лодосело, Носело-да-Пена, Парадінья, Перрелос, Сарреаус.

## Демографія
Динаміка населення (INE ):

## Галерея зображень

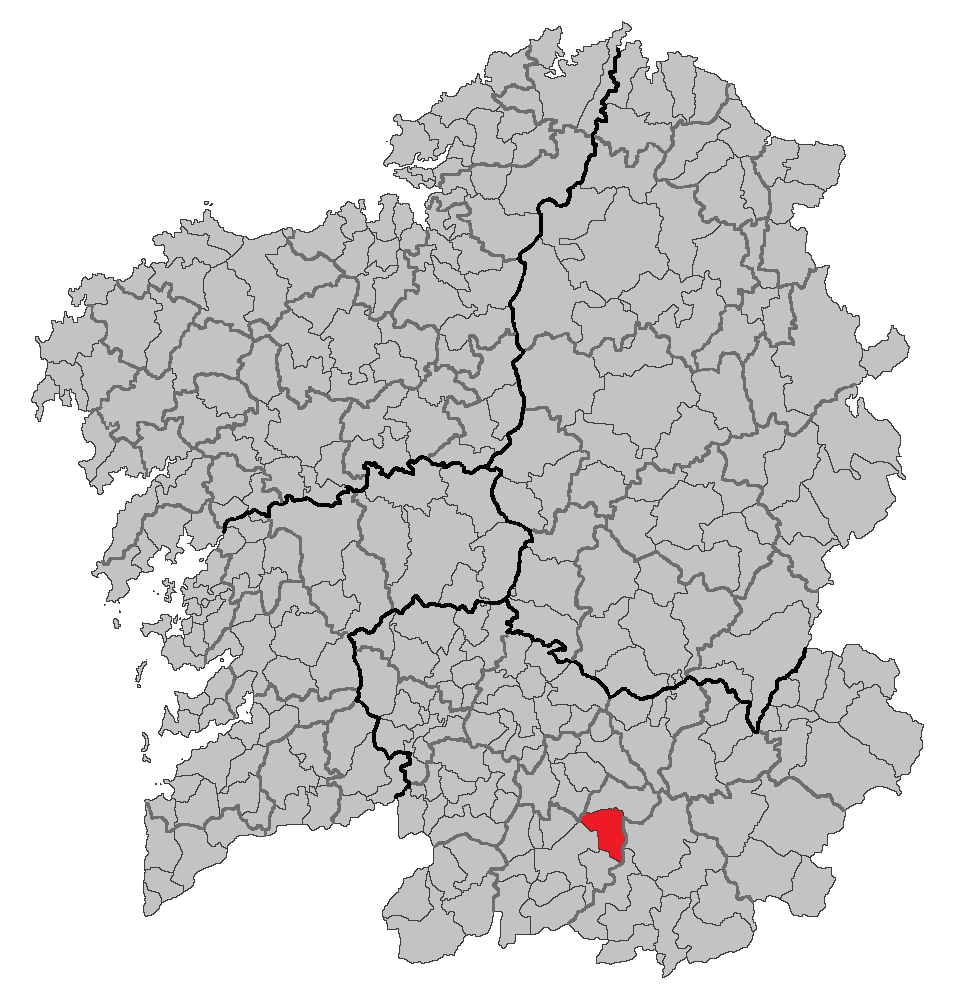
Розташування муніципалітету